# Bahía Agradable
Bahía Agradable, hoya Fitz Roy u hoya Chasco (en inglés: Bluff Cove) es una bahía y establecimiento en la costa este de la isla Soledad del archipiélago de las Malvinas, que según la Organización de las Naciones Unidas (ONU), está en litigio de soberanía entre el Reino Unido, quien la administra como parte del territorio británico de ultramar de las Malvinas, y la Argentina, quien reclama su devolución, y la integra en el departamento Islas del Atlántico Sur de la provincia de Tierra del Fuego, Antártida e Islas del Atlántico Sur.
La hoya Chasco es una depresión que se abre entre las puntas Blanca y Jardín de la costa septentrional del puerto Fitz Roy, y en su interior alberga a la caleta Fitz, que está en su sector occidental. Además, en sus cercanías está la carretera que vincula la capital de las islas con la Base Aérea de Monte Agradable, con vistas a un pequeño puerto. 

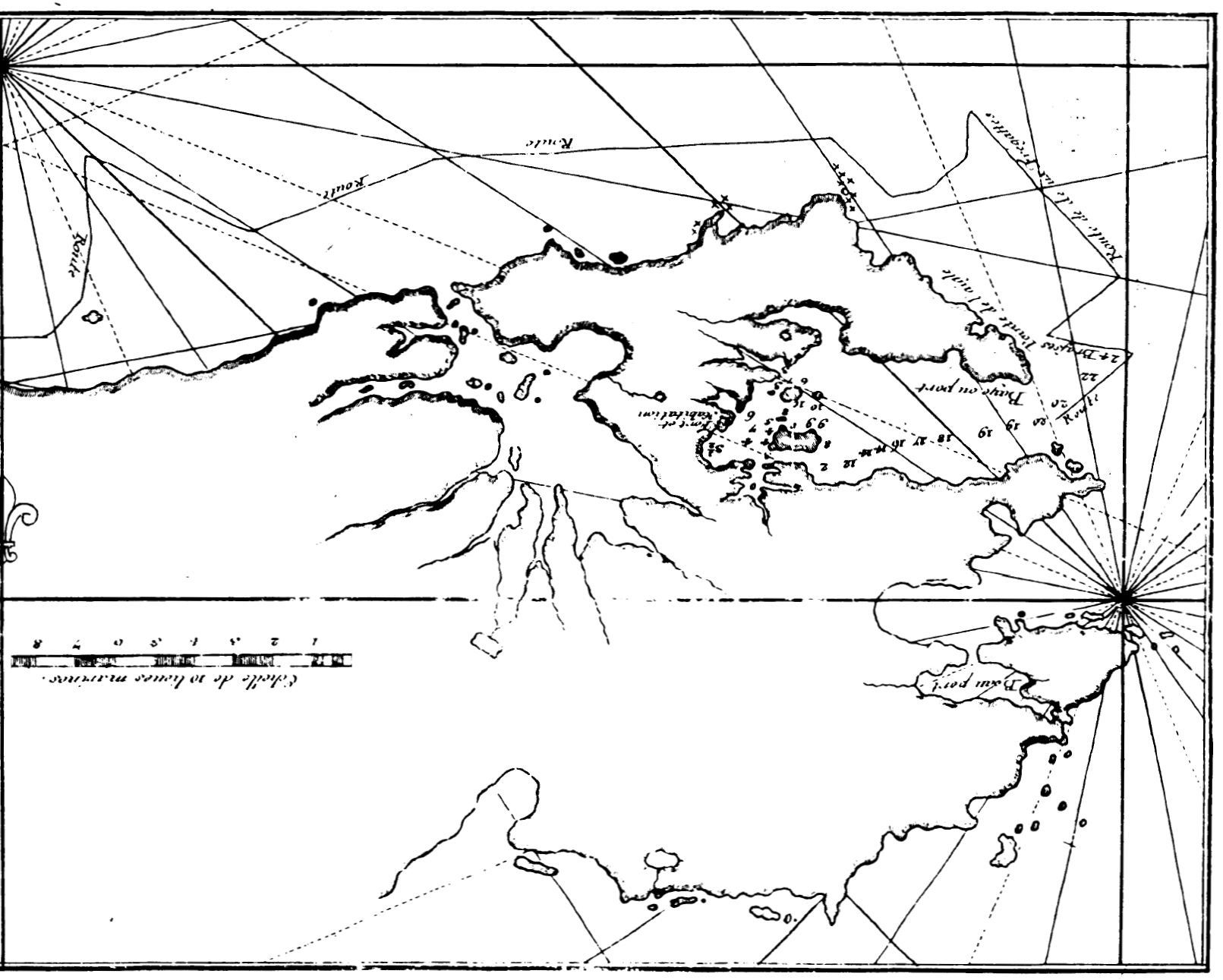
Antiguo mapa de la bahía Agradable (Dom Pernety, 1769).

## Toponimia
La cartografía argentina la nombra Hoya Chasco, pero en los textos históricos que refieren al combate aeronaval que ocurrió en esta zona, habitualmente se la denomina Bahía Agradable.
Como suele ocurrir en numerosos lugares de las Malvinas, existen varios accidentes geográficos cercanos que tienen nombres semejantes, como puerto Agradable, punta Agradable, rada Agradable, pico Agradable, isla Agradable y laguna Agradable.

## Guerra de las Malvinas
Durante la guerra de las Malvinas fue el sitio designado por las fuerzas del Reino Unido para llevar a cabo un desembarco el 8 de junio de 1982. Dicha operación terminó en un fracaso ya que la Fuerza Aérea Argentina atacó exitosamente a los navíos británicos y a las tropas desembarcadas. Ese día la 1º Sección de Guardias Galeses se encontraba a bordo del RFA Sir Galahad y fueron atacados sorpresivamente, junto al RFA Sir Tristram, por aviones Douglas A-4 Skyhawk argentinos del Grupo 5 de Caza. Ambos navíos quedaron prácticamente destruidos y a causa de los ataques perdieron la vida tres aviadores militares argentinos y cincuenta y seis militares británicos. También hubo más de ciento cincuenta británicos que sufrieron quemaduras y otras heridas. Los restos flotantes del RFA Sir Galahad fueron hundidos después de la guerra por un submarino británico. El lugar del hecho fue declarado como tumba de guerra. Los integrantes de las fuerzas del Reino Unido que fueron heridos retornaron a su país para ser sometidos a diversos tratamientos médicos.